# HD 18466
HD 18466，又名CD-30 1122，SAO 194002、HR 884，是一颗恒星，视星等为6.29，位于銀經226.08，銀緯-62.31，其B1900.0坐标为赤經2h 52m 59.1s，赤緯-30° -62.31′ 26″。